# Монастир Хинку
Монастир Хинку (рум. Mănăstirea Hâncu) — діючий жіночий монастир в Ніспоренському районі Молдови, один з найоблаштованіших і найвідвідуваніших туристами на території країни.
В монастирі діють церкви святої Параскеви і святого Пантелеймона, розташована резиденція Митрополита Молдови, готельний комплекс. Навколо монастиря багато джерел, одне з яких відрізняється підвищеною мінералізацією.

## Історія
У 1678 році біля витоків річки Когильник, в зоні Кодр приблизно за 55 км на захід від Кишинева великий стольник Михайло Хинку заснував за бажанням своєї доньки жіночий монастир, куди вона постригається в черниці під ім'ям Параскева.
В XVII столітті дерев'яна церква і чернечі келії часто піддавалися татарському нашестю, тому у важкі часи монастир «Св. Параскеви» залишався безлюдним.
У 1835 році була побудована кам'яна літня церква в російський-візантійському стилі, а декілька пізніше, в 1841 році, зводиться і зимова церква.
У період з 1956 по 1990 рік монастир був закритий радянською владою, а на його території діяла база відпочинку і санаторій Міністерства охорони здоров'я.
У 1990 році на прохання жителів сусідніх сіл монастир знов стає діючим.

## Монастир на монеті

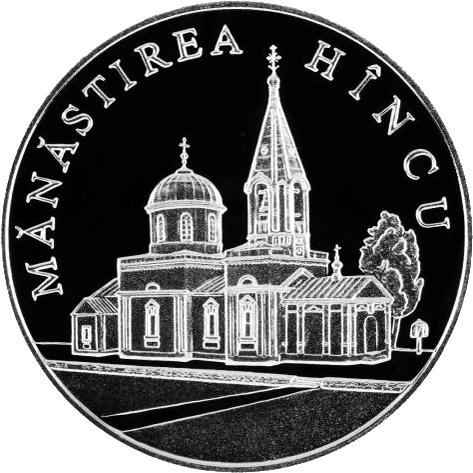
Реверс

Національний банк Молдови в 2000 році випустив в обіг як платіжний засіб та в нумізматичних цілях срібну пам'ятну монету якості пруф із серії «Монастирі Молдови» — Монастир Хинку, номіналом 50 лей.